# 紫竹山稚児ヶ滝不動明王
紫竹山稚児ヶ滝不動明王（しちくざんちごがたきふどうみょうおう）は、京都府舞鶴市真倉にある史跡である。「稚児ヶ滝不動尊」や「稚児の滝」と略称されることもある。

## 概要
安倍宗任の子「千世童子」を祀る史跡である。
境内最奥に、高さ50cm程の不動明王像を両脇に従えた長さ8m程度の段瀑が掛かっており、その手前には樹齢300年を越えた「ツキの木（欅）」が神木として祀られている。
毎年7月28日に祭礼が執り行われる。

## 所在地
- 京都府舞鶴市真倉

## アクセス
- 舞鶴線（JR西日本）真倉駅から国道27号を南西方向に約2km進むと参道入り口有り、そこより徒歩でおおよそ10分。